# 戸越駅
戸越駅（とごしえき）は、東京都品川区戸越三丁目にある、東京都交通局（都営地下鉄）浅草線の駅である。駅番号はA 04。

## 年表
計画時の仮称は「地下鉄戸越銀座」であった。
- 1968年（昭和43年）11月15日：都営1号線の駅として開業する[4]。
- 1978年（昭和53年）7月1日：都営1号線が浅草線に改称される[4]。
- 2007年（平成19年）3月18日：ICカード「PASMO」の利用が可能となる[6]。
- 2017年（平成29年）4月1日：東急池上線戸越銀座駅との連絡運輸を定期券に限り開始[7]。

## 駅構造
島式ホーム1面2線を有する地下駅である。
開業当初は中延方に非常用の片渡り線が設置されていたが、現在は撤去されている。

### のりば
| 番線 | 路線       | 行先                       |
| ---- | ---------- | -------------------------- |
| 1    | 都営浅草線 | 西馬込方面                 |
| 2    | 都営浅草線 | 押上・ 京成線・ 北総線方面 |

（出典：都営地下鉄:駅構内図）

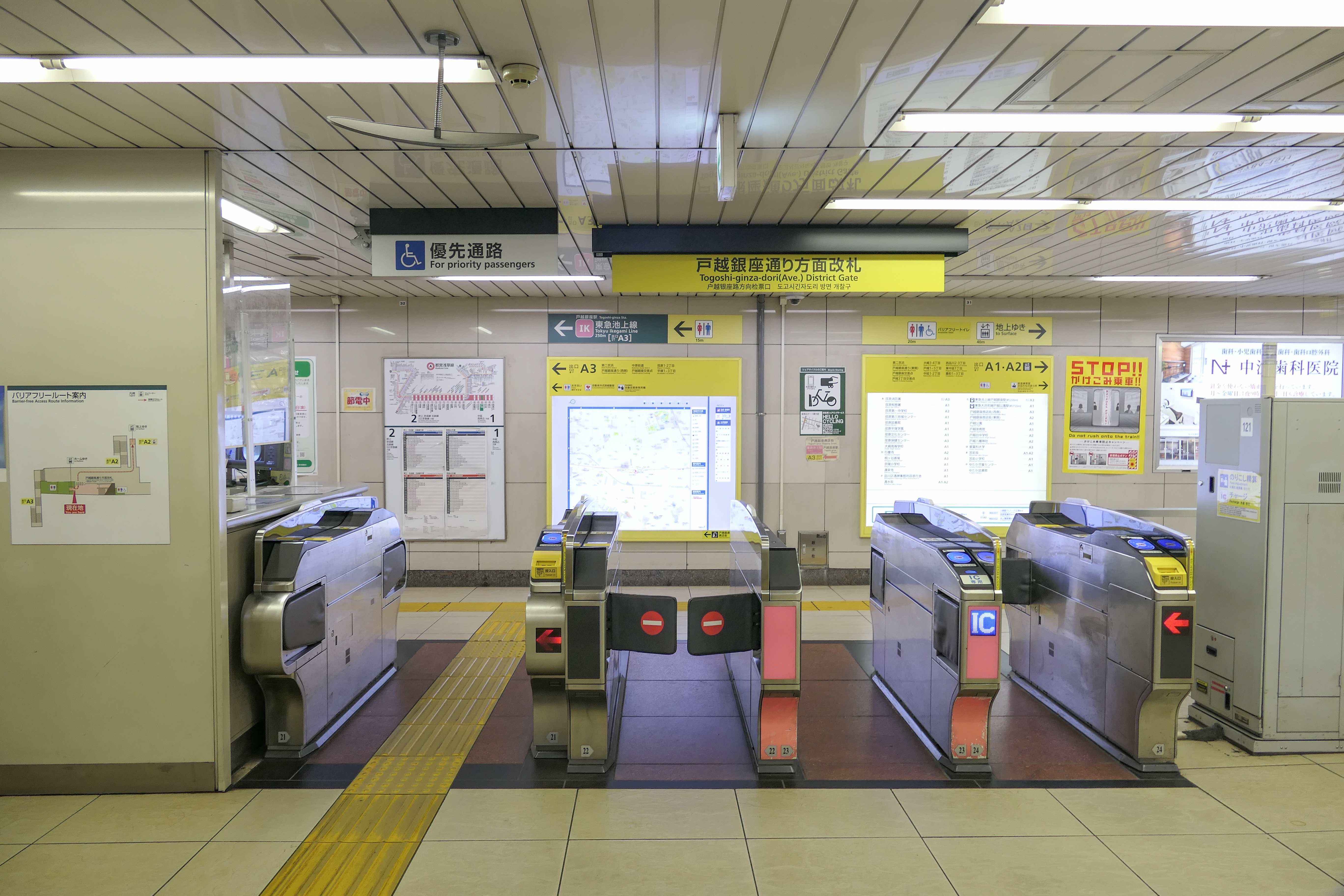
戸越銀座通り方面改札（2023年6月）
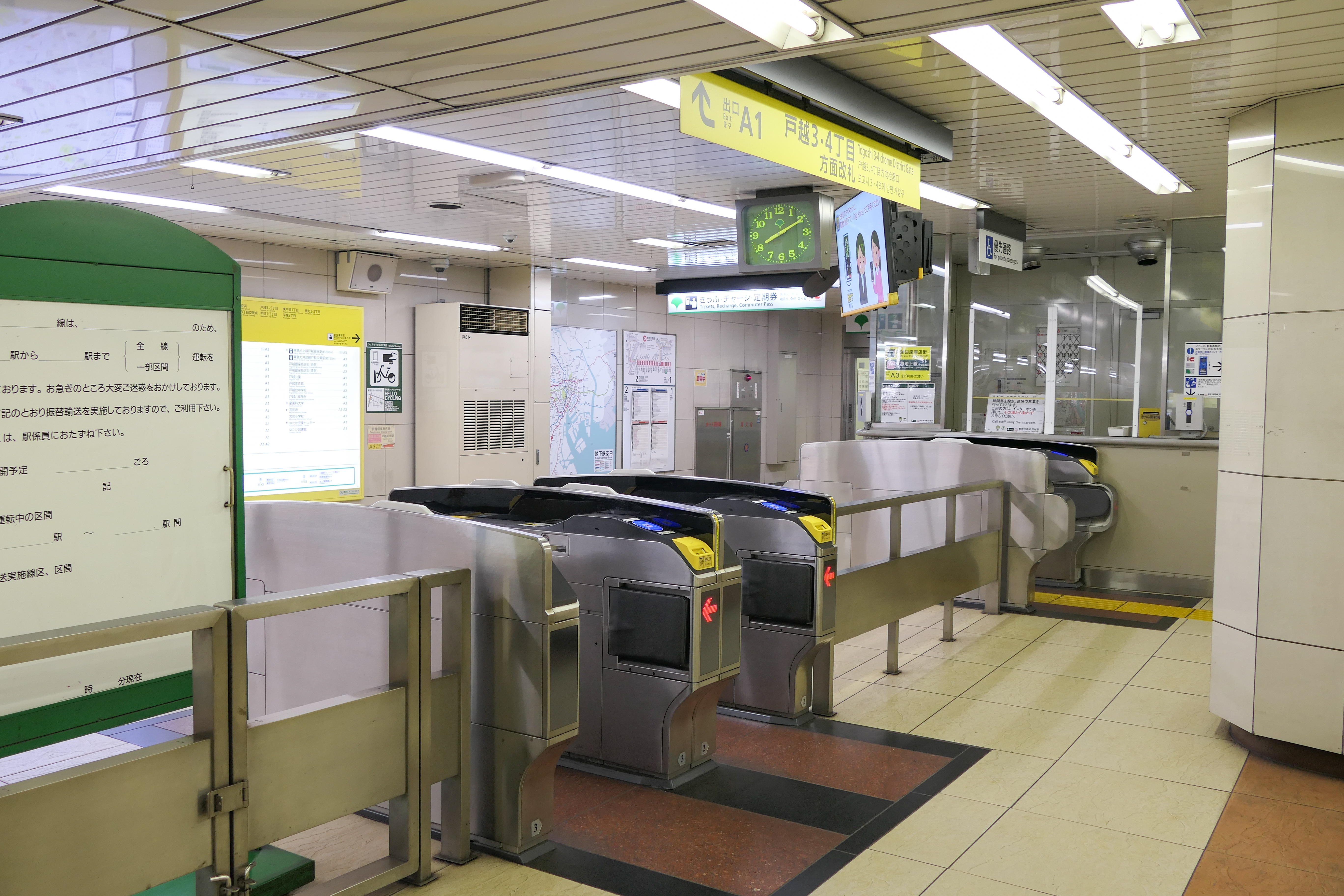
戸越3・4丁目方面改札（2023年6月）
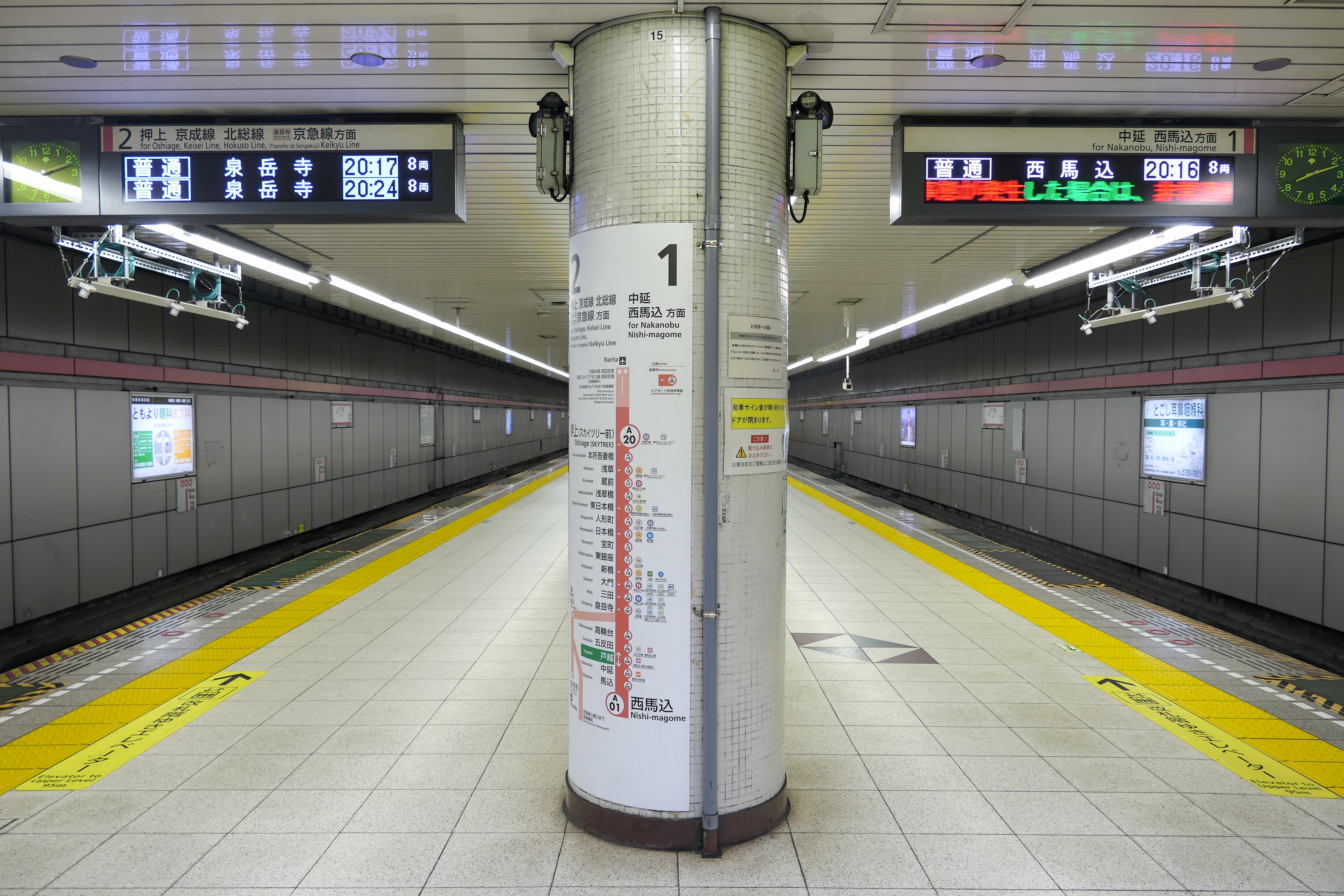
ホーム（2023年6月）

## 利用状況
2023年（令和5年）度の1日平均乗降人員は20,035人（乗車人員：10,264人、降車人員：9,771人）である。 
各年度の1日平均乗降・乗車人員数の推移は下表の通り。

### 平成
| 年度               | 1日平均 乗降人員 | 1日平均 乗車人員 | 出典            |
| ------------------ | ---------------- | ---------------- | --------------- |
| 1990年（平成02年） |                  | 8,608            | [ * 1 ]         |
| 1991年（平成03年） |                  | 8,967            | [ * 2 ]         |
| 1992年（平成04年） |                  | 9,140            | [ * 3 ]         |
| 1993年（平成05年） |                  | 9,008            | [ * 4 ]         |
| 1994年（平成06年） |                  | 9,085            | [ * 5 ]         |
| 1995年（平成07年） |                  | 8,751            | [ * 6 ]         |
| 1996年（平成08年） |                  | 8,948            | [ * 7 ]         |
| 1997年（平成09年） |                  | 9,077            | [ * 8 ]         |
| 1998年（平成10年） |                  | 9,219            | [ * 9 ]         |
| 1999年（平成11年） |                  | 8,814            | [ * 10 ]        |
| 2000年（平成12年） |                  | 8,781            | [ * 11 ]        |
| 2001年（平成13年） |                  | 9,126            | [ * 12 ]        |
| 2002年（平成14年） |                  | 9,197            | [ * 13 ]        |
| 2003年（平成15年） | 17,783           | 9,079            | [ 14 ] [ * 14 ] |
| 2004年（平成16年） | 17,609           | 9,008            | [ 15 ] [ * 15 ] |
| 2005年（平成17年） | 17,643           | 9,016            | [ 16 ] [ * 16 ] |
| 2006年（平成18年） | 18,326           | 9,353            | [ * 17 ]        |
| 2007年（平成19年） | 19,035           | 9,661            | [ * 18 ]        |
| 2008年（平成20年） | 18,888           | 9,611            | [ * 19 ]        |
| 2009年（平成21年） | 18,523           | 9,407            | [ * 20 ]        |
| 2010年（平成22年） | 18,575           | 9,419            | [ * 21 ]        |
| 2011年（平成23年） | 18,241           | 9,276            | [ * 22 ]        |
| 2012年（平成24年） | 19,089           | 9,301            | [ * 23 ]        |
| 2013年（平成25年） | 19,939           | 9,978            | [ * 24 ]        |
| 2014年（平成26年） | 20,036           | 10,188           | [ * 25 ]        |
| 2015年（平成27年） | 20,799           | 10,566           | [ * 26 ]        |
| 2016年（平成28年） | 21,272           | 10,794           | [ * 27 ]        |
| 2017年（平成29年） | 21,786           | 11,050           | [ * 28 ]        |
| 2018年（平成30年） | 22,384           | 11,354           | [ * 29 ]        |

### 令和
| 年度               | 1日平均 乗降人員 | 1日平均 乗車人員 | 出典     | 出典       |
| 年度               | 1日平均 乗降人員 | 1日平均 乗車人員 | 東京都   | 交通局     |
| ------------------ | ---------------- | ---------------- | -------- | ---------- |
| 2019年（令和元年） | 22,712           | 11,526           | [ * 30 ] | [ 都交 2 ] |
| 2020年（令和02年） | 16,699           | 8,524            |          | [ 都交 3 ] |
| 2021年（令和03年） | 17,072           | 8,745            |          | [ 都交 4 ] |
| 2022年（令和04年） | 18,291           | 9,370            |          | [ 都交 5 ] |
| 2023年（令和05年） | 20,035           | 10,264           |          | [ 都交 1 ] |

## 駅周辺
- 東急電鉄池上線 戸越銀座駅
- 戸越銀座：3つの商店街により構成されている。
- 品川区荏原第三地域センター
- 品川区荏原保健センター
- 品川平塚一郵便局
- 星薬科大学
- 品川区立宮前小学校
- 品川区立京陽小学校
- 品川区立戸越台中学校
- 品川区立戸越台公園
- 品川区立わかば児童遊園
- 首都高速道路2号目黒線 戸越出入口
- 国道1号（第二京浜）

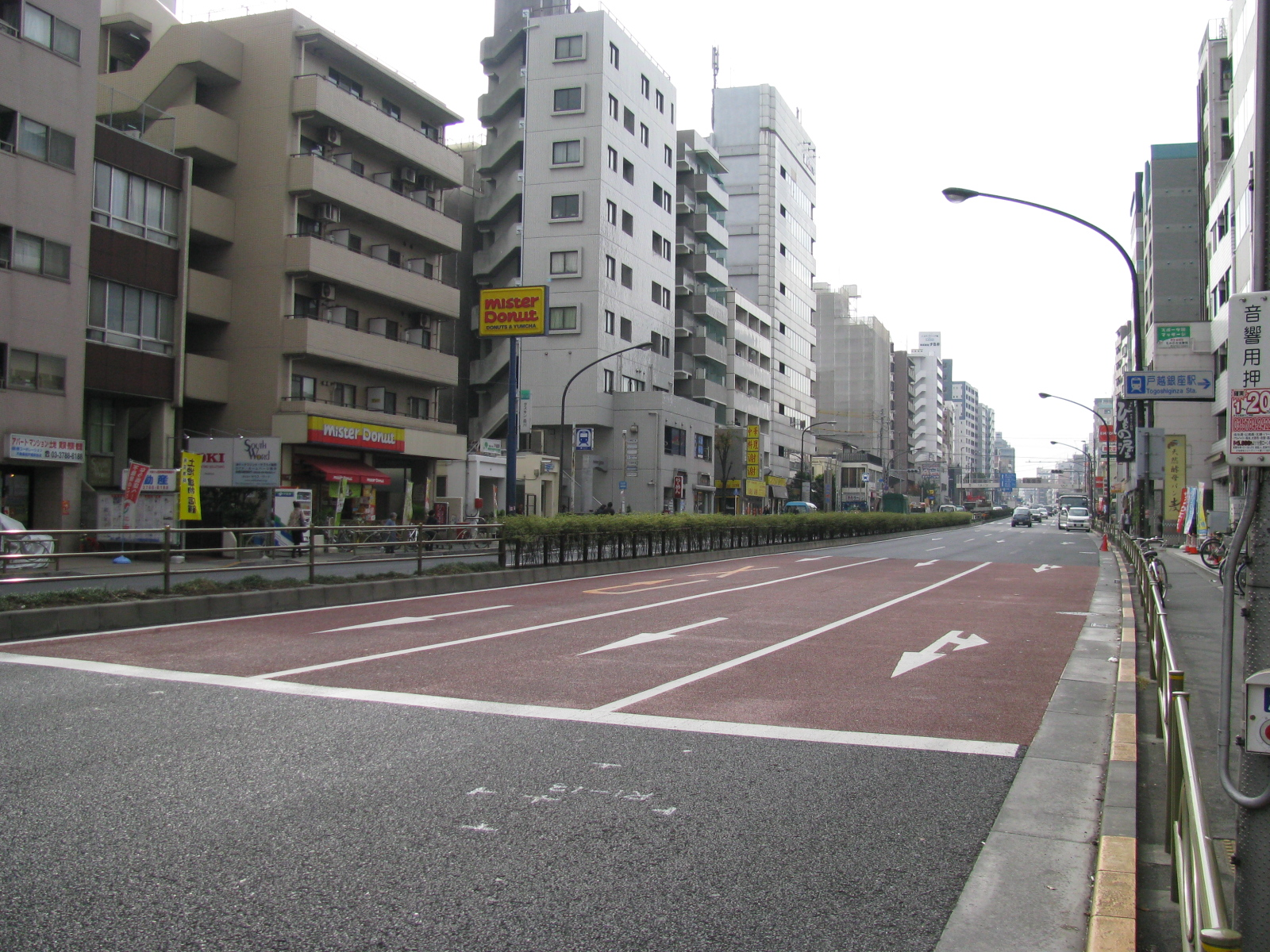
駅出入口付近の国道1号（第二京浜）
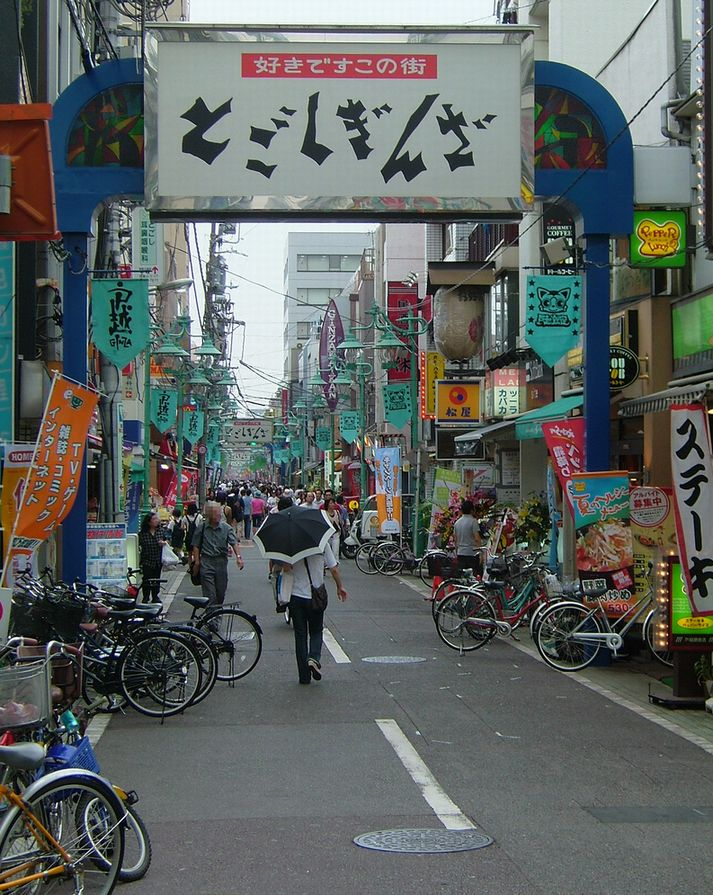
戸越銀座商店街

### 路線バス
最寄りのバス停は、戸越銀座である。以下の路線が乗り入れ、東急バスにより運行されている。
- 反01系統[18]：五反田駅 行き[18]、川崎駅ラゾーナ広場 行き[18]
- 反02系統[18]：五反田駅 行[18]、池上警察署 行き[18]

## 隣の駅
東京都交通局（都営地下鉄）
 都営浅草線
中延駅 (A 03) - 戸越駅 (A 04) - 五反田駅 (A 05)